# Мэрилендский университет в округе Балтимор
Мэрилендский университет в округе Балтимор (англ. University of Maryland, Baltimore County; UMBC) — общественный исследовательский университет в Катонсвилле, округ Балтимор, штат Мэриленд, США. Основан в 1966 году, став первым общественным высшим учебным заведением штата без расовых ограничений. По состоянию на осень 2024 года в нём обучается 13 906 студентов. На 2025 год годовой бюджет университета составляет 691 миллион долларов. UMBC классифицируется как исследовательский университет с очень высокой научной активностью. Обладатель первого в штате университетского исследовательского парка.

## История
Вопрос о строительстве Мэрилендского университета в округе Балтимор впервые был поднят в 1950-х годах в связи с беби-бумом после Второй мировой войны, увеличением спроса на высшее образование в связи с законом о реинтеграции военнослужащих и значительным ростом населения и промышленности в Балтиморо-Вашингтонской агломерации. В то время Мэрилендский университет в Колледж-Парке (UMD) был основным высшим учебным заведением в регионе, поэтому начались переговоры о создании филиала в районе Балтимора. В 1955 году губернатор Теодор Маккелдин издал рекомендацию «Потребности высшего образования в Мэриленде», где говорилось о необходимости расширения университета. Три года спустя в докладе Консультативного комитета по высшему образованию штата Мэриленд было предложено создать балтиморский филиал Мэрилендского университета в качестве заведения с двухлетней программой, подчинённого кампусу в Колледж-Парке. В 1960 году комиссия Уорфилда, назначенная губернатором Джоном Миллардом Тойсом, опубликовала «План расширения Мэрилендского университета», в которой была выдвинута идея создания трёх дополнительных университетских центров по всему Мэриленду.
В 1963 году Генеральная ассамблея Мэриленда одобрила строительство новых университетов. К концу того же года у государственной больницы Спринг-Гроув, психиатрического учреждения в Катонсвилле, округ Балтимор, было приобретено 435 акров земли. Новый кампус удобно расположился на юго-западе Балтимора, и к нему можно будет добраться по Уилкенс-авеню, Балтиморской кольцевой дороги и межштатной автомагистрали I-95. Архитектурное проектирование и планировка нового кампуса проводились в UMD. В 1965 году Альбин Оуингс Кун, опытный администратор и профессор Колледж-Парка, был назначен вице-президентом балтиморских кампусов, UMBC и Мэрилендского университета в Балтиморе (UMB). В новом кампусе также работали доктор Гомер Шамп из Колледж-Парка в качестве первого декана факультета, Дэвид Льюис — в качестве первого штатного преподавателя и заведующего кафедрой социальных наук, а Джон Хаскелл-младший — в качестве первого библиотекаря.
Первые занятия начались 19 сентября 1966 года, в них приняли участие 750 студентов и 45 преподавателей. Открытие университета также совпало с бурными переменами в обществе в 1960-х годах. Несмотря на движение за гражданские права и войну во Вьетнаме, во время студенческих протестов по всей стране в UMBC царила иная атмосфера, отличавшаяся открытостью и миролюбием. В 1971 году Альбин Оуингс Кун подал в отставку с поста первого ректора университета, его сменил Кэлвин Б. Т. Ли. Пять лет спустя, в 1976 году, Джон Дорси, административный вице-президент UMD, был назначен третьим ректором.
К 1980 году число бакалавров достигло 5800 человек. Также в этом году впервые были проведены встречи выпускников и Квадромания, которые стали традициями университета на долгие годы. В течение 1980-х были открыты Университетский центр и Шерман-холл, а также новые общежития. Кроме того, выпускник UMD Джим Хенсон профинансировал создание Центра исследований визуализации. В 1986 году ректором стал Майкл Хукер, занимавший этот пост до 1992 года, когда был назначен президентом системы Массачусетского университета. В 1988 году рассматривалось предложение о слиянии UMBC с Балтиморским университетом, но совет попечителей университетской системы Мэриленда отклонил его.
В 1990 году число бакалавров превысило 10 000 человек. В 1991 году Палата представителей Мэриленда одобрила план слияния UMBC и UMB, но Сенат отклонил его. В течение 1990-х университет открыл корпус инженерных и компьютерных наук и Потомак-холл. Самый продолжительный президент UMBC, Фриман Грабовски, был назначен в 1992 году. Он ушёл в отставку в 2022 году, летом того же года его сменила Валери Эшби.
В 2000-х был создан Центр городских экологических исследований и образования, заключено новое партнерство с Центром космических полётов Годдарда для развития Центра наук и технологий о Земле Годдарда, а также построены физический корпус, корпус информационных технологий и инженерии и корпус государственной политики. За это время UMBC был признан Американским обществом биохимии и молекулярной биологии как ведущий выпускников специалистов по химии и биохимии и был классифицирован Фондом Карнеги как один из ведущих исследовательских университетов, выпускающим 50 или более докторов в год не менее чем в 15 дисциплинах.

## Обучение
UMBC предлагает 61 специальность бакалавриата, 38 магистерских, 65 сертификационных, 70 дополнительных и 25 докторских программ. Университет разделён на восемь подразделений: Колледж естественных и математических наук, Колледж инженерии и информационных технологий, Колледж искусств, гуманитарных и социальных наук, Школа старения Эриксона, Высшая школа в Балтиморе, Школа государственной политики, Балтиморская школа социальной работы и Учебный центр.
UMBC является одним из самых быстрорастущих исследовательских университетов в стране и классифицируется Фондом Карнеги как университет с очень высокой исследовательской активностью. Он неизменно входит в число 100 крупнейших государственных учреждений США по объёму федеральных расходов на исследования и разработки. Исследования UMBC сосредоточены на науках об окружающей среде, особенно физике атмосферы и дистанционном зондировании, науках о Земле и космосе, экологии и восстановлении; на науках о здоровье и жизни, включая морскую биотехнологию, биологических науках и инженерии; на науках о данных и национальной безопасности, с особым акцентом на кибербезопасность и искусственный интеллект, когнитивных вычислениях, информационных технологиях в здравоохранении и аналитике больших данных; на вопросах равенства в области здравоохранения и политических исследованиях, а также на общественных гуманитарных науках и искусстве.
Университет входит в число 15 лучших университетов США по объему финансирования НАСА. Агентством финансируется Объединённый центр технологий земных систем, Институт планетарной гелиофизики Годдарда и Центр космических наук и технологии. В апреле 2021 года последний получил дополнительное финансирование в размере 54 миллионов долларов от Центра космических полётов на астрофизические исследования.
С 1995 года профессорско-преподавательский состав UMBC был отмечен 40 наградами Национального научного фонда, в том числе девятью наградами после 2017 года. Два исследователя университета получили Президентскую премию за раннюю карьеру в области науки и техники — один от NSF в 2005 году и один от NSA в 2014 году. В UMBC также работает Майкл Саммерс, один из двух исследователей Медицинского института Говарда Хьюза в общественном университете в Мэриленде, член Национальной академии наук, а также лауреат премии DARPA для молодых преподавателей и обладатель медали НАСА «За выдающуюся государственную службу». Преподаватели UMBC регулярно получают стипендии Фулбрайта и Гуггенхайма.